# August von Borries
August Friedrich Wilhelm von Borries, född 27 januari 1852 i Niederbecksen (idag Bad Oeynhausen), död 14 februari 1906 i Merano, var en tysk ingenjör, som främst ägnade sig åt utveckling av järnvägslok.

## Biografi
von Borries kom från familjen westfalisk-niedersachsisk lågadliga släkten Borries. Han var den äldsta sonen till den preussiska förstelöjtnanten och godsägaren Friedrich von Borries (1815–1864) och dennes hustru Auguste, född Abendroth (1825–1867).
Åren 1870 till 1873 var von Borries student vid Könglische Gewwerbe-Institut i Berlin-Charlottenburg. Efter ett år på Bergisch-Märkische Eisenbahn-Gesellschaft började han 1875 arbeta vid Hannover-kontoret för de preussiska statliga järnvägarna (KPEV). Efter att ha arbetat som chef för verkstaden i Lingen utsågs han till chef för mekanisk konstruktionskontoret 1881. År 1885 fick von Borries överta ledningen av verkstaden i Leinhausen som maskininspektör. År 1888 befordrades han slutligen till chef för maskintekniska avdelningen vid Hanover järnvägsdirektorat. Som en del av sitt arbete på KPEV bidrog han särskilt till introduktionen av den bränslebesparande kombinationsmaskinen i konstruktionen av ånglokomotiv, såsom konstruktionen 1880 av de två första preussiska sammansatta lokomotiven vid Schichau i Elbing.

von Borries var professor vid tekniska högskolan i Charlottenburg.
Han publicerade också en lärobok om lokomotivkonstruktion.

## Fortsatt läsning
- Götz von Borries: Die Geschwister von Borries. Fouqué Literaturverlag, Egelsbach/Frankfurt 1998, ISBN 3-8267-4225-7.
- Gothaisches Genealogisches Taschenbuch der Briefadeligen Häuser. 1914. Achter Jahrgang, Justus Perthes, Gotha 1913, S. 90.